# (15264) Delbrück
(15264) Delbrück ist ein Asteroid des inneren Hauptgürtels, der von den deutschen Astronomen Freimut Börngen und Lutz D. Schmadel am 11. Oktober 1990 mit dem Schmidt-Teleskop des Karl-Schwarzschild-Observatoriums (IAU-Code 033) im Tautenburger Wald entdeckt wurde.
Der Asteroid gehört zur Nysa-Gruppe, einer nach (44) Nysa benannten Gruppe von Asteroiden (auch Hertha-Familie genannt, nach (135) Hertha). Die zeitlosen (nichtoskulierenden) Bahnelemente von (15264) Delbrück sind fast identisch mit denjenigen der beiden kleineren, wenn man von der Absoluten Helligkeit von 18,5 und 17,9 gegenüber 15,1 ausgeht, Asteroiden 2007 SZ153 und (437480) 2013 YZ50.
Nach der SMASS-Klassifikation (Small Main-Belt Asteroid Spectroscopic Survey) wurde bei einer spektroskopischen Untersuchung von Gianluca Masi, Sergio Foglia und Richard P. Binzel (15264) Delbrück der taxonomischen Klasse der C-Asteroiden zugeordnet.
Die Albedo des Asteroiden weist mit 0,055 (±0,004) auf eine dunkle Oberfläche hin. Der mittlere Durchmesser wurde auf 5,816 (±0,097) km berechnet.
Die Bahn von (15264) Delbrück wurde im Jahre 2000 gesichert, so dass eine Nummerierung vergeben werden konnte. Der Asteroid wurde am 13. Oktober desselben Jahres auf Vorschlag von Freimut Börngen nach dem Biophysiker Max Delbrück (1906–1981) benannt, der 1969 gemeinsam mit Alfred Day Hershey und Salvador Edward Luria den Nobelpreis für Physiologie oder Medizin erhielt „für ihre Entdeckungen des Vermehrungsmechanismus und der genetischen Struktur von Viren“.